# Namchi (Distrikt)

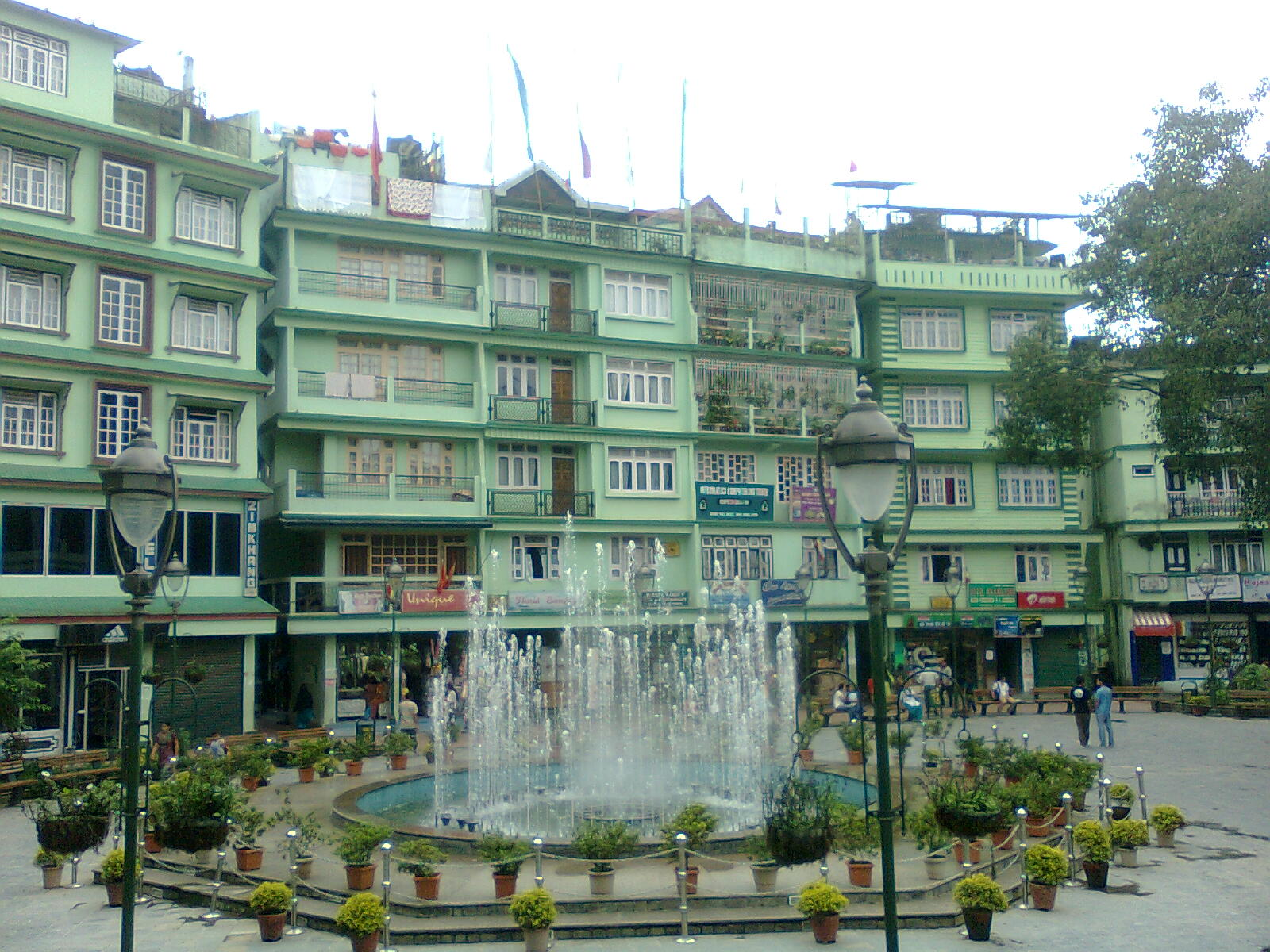
Central Park in Namchi

Der Distrikt Namchi (Nepali नाम्ची जिल्ला) ist ein Distrikt im indischen Bundesstaat Sikkim. Sitz der Distriktverwaltung ist Namchi. Bis 2022 trug der Distrikt den Namen South Sikkim.

## Geografie
Der Distrikt Namchi erstreckt sich über den zentralen Süden des Bundesstaats Sikkim. Die Fläche beträgt 750 km².
Der Distrikt grenzt im Westen an West Sikkim, im Norden an North Sikkim, im Osten an East Sikkim sowie im Süden an den Distrikt Darjeeling (Bundesstaat Westbengalen). Das Gebiet umfasst das Bergland südlich des Hochhimalaya und wird von den Flusstälern von Rangit im Westen und Tista im Osten begrenzt.

## Bevölkerung
Nach der Volkszählung 2011 hat der Distrikt Namchi 146.850 Einwohner. Mit 196 Einwohnern pro Quadratkilometer ist der Distrikt dicht besiedelt. Der Distrikt ist überwiegend ländlich geprägt. Von den 146.850 Bewohnern wohnten 125.651 Personen (85,56 %) auf dem Land und 21.199 Menschen in städtischen Gemeinden.
Der Distrikt Namchi gehört zu den Gebieten Indiens mit hohem Anteil an Angehörigen der „Stammesbevölkerung“ (scheduled tribes). Zu ihnen gehörten (2011) 41.392 Personen (28,19 Prozent der Distriktsbevölkerung). Zu den registrierten Kasten (scheduled castes) zählten 2011 6.053 Personen (4,12 Prozent der Distriktbevölkerung).

### Bevölkerungsentwicklung
Die Einwohnerzahl im Distrikt Namchi wächst seit Jahrzehnten stark an. Die Zunahme betrug in den Jahren 2001–2011 fast 12 Prozent (11,65 %). In diesen zehn Jahren nahm die Bevölkerung um über 15.000 Menschen zu. Die Entwicklung verdeutlicht folgende Tabelle:

### Bedeutende Orte
Im Distrikt gibt es mit dem Distrikthauptort Namchi nur einen einzigen Ort mit mehr als 10000 Einwohnern. Statistisch gesehen gilt allerdings auch die Siedlung Jorethang als Stadt (notified town).

### Bevölkerung des Distrikts nach Geschlecht
Der Distrikt hatte – für Indien üblich – stets mehr männliche als weibliche Einwohner. Bei den jüngsten Bewohnern (unter 7 Jahren) liegen die Anteile bei 51,21 % männlichen zu 48,79 % weiblichen Geschlechts.
| Verteilung der Bevölkerung nach Geschlecht im Distrikt Namchi |                   |                   |                   |                   |                   |                   |                   |                   |                   |                   |
|                                                               | Volkszählung 1971 | Volkszählung 1971 | Volkszählung 1981 | Volkszählung 1981 | Volkszählung 1991 | Volkszählung 1991 | Volkszählung 2001 | Volkszählung 2001 | Volkszählung 2011 | Volkszählung 2011 |
| Anzahl                                                        | Anteil            | Anzahl            | Anteil            | Anzahl            | Anteil            | Anzahl            | Anteil            | Anzahl            | Anteil            |                   |
| GESAMT                                                        | 53.185            | 100 %             | 75.976            | 100 %             | 98.604            | 100 %             | 131.525           | 100 %             | 146.850           | 100 %             |
| Männer                                                        | 27.862            | 52,05 %           | 40.980            | 53,93 %           | 52.105            | 52,84 %           | 68.241            | 51,88 %           | 76.670            | 52,21 %           |
| Frauen                                                        | 25.323            | 47,95 %           | 34.996            | 46,07 %           | 46.499            | 47,16 %           | 63.284            | 48,12 %           | 70.180            | 47,79 %           |

### Bevölkerung des Distrikts nach Sprachen
Die Bevölkerung des Distrikts Namchi ist sprachlich gemischt. Eine klare Mehrheit spricht allerdings Nepali. In der Sub-Division Namchi sprechen 75.070 Personen (75,91 Prozent der Bewohner) Nepali, 3.910 Personen, (3,95 Prozent der Bewohner) Hindi, 2.992 Personen (3,03 Prozent der Bewohner) Tamang, 2.732 Personen (2,76 Prozent der Bewohner) Lepcha, 2.485 Personen (2,51 Prozent der Bewohner) Sherpa, 1.967 Personen (1,99 Prozent der Bewohner) Limbu, 1.817 Personen (1,84 Prozent der Bewohner) Bhotia, 1.760 Personen (1,78 Prozent der Bewohner) Rai und 1.439 Personen (1,46 Prozent der Bewohner) Bhojpuri (Hindi-Sprache). In der Sub-Division Ravong sprechen 31.631 Personen (65,96 Prozent der Bewohner) Nepali, 3.870 Personen (8,07 Prozent der Bewohner) Bhotia, 2.834 Personen (5,91 Prozent der Bewohner) Limbu, 2.565 Personen (5,35 Prozent der Bewohner) Lepcha, 2.199 Personen (4,59 Prozent der Bewohner) Sherpa, 1.276 Personen (2,66 Prozent der Bewohner) Tibetisch und 863 Personen (1,80 Prozent der Bewohner) Hindi. Die am weitesten verbreiteten Sprachen zeigt die folgende Tabelle:
| Jahr                                   | Nepali  | Nepali | Bhotia | Bhotia | Lepcha | Lepcha | Limbu | Limbu | Hindi | Hindi | Sherpa | Sherpa | Tamang | Tamang | Rai   | Rai  | Bhojpuri | Bhojpuri | Tibetisch | Tibetisch | Bengali | Bengali | Gesamt  | Gesamt   |
| Jahr                                   | Zahl    | %      | Zahl   | %      | Zahl   | %      | Zahl  | %     | Zahl  | %     | Zahl   | %      | Zahl   | %      | Zahl  | %    | Zahl     | %        | Zahl      | %         | Zahl    | %       | Zahl    | %        |
| -------------------------------------- | ------- | ------ | ------ | ------ | ------ | ------ | ----- | ----- | ----- | ----- | ------ | ------ | ------ | ------ | ----- | ---- | -------- | -------- | --------- | --------- | ------- | ------- | ------- | -------- |
| 2011                                   | 106.701 | 72,66  | 5.687  | 3,87   | 5.297  | 3,61   | 4.801 | 3,27  | 4.773 | 3,25  | 4.684  | 3,19   | 3.610  | 2,46   | 2.157 | 1,47 | 1.857    | 1,26     | 1.292     | 0,88      | 1.177   | 0,80    | 146.850 | 100,00 % |
| Quelle: Ergebnis der Volkszählung 2011 |         |        |        |        |        |        |       |       |       |       |        |        |        |        |       |      |          |          |           |           |         |         |         |          |

### Bevölkerung des Distrikts nach Bekenntnissen
Eine knappe Mehrheit der Bewohner sind Hindus (Hindi, Mehrheit bei den Limbu und Nepali). Buddhisten (Bhotia, Mehrheiten bei den Lepcha und Tamang) und Christen (Minderheiten bei den Bhotia, Lepcha, Limbu und Tamang) sind bedeutende religiöse Minderheiten. Zu den kleineren religiösen Minderheiten zählen Angehörige traditioneller Religionen und Muslime. Die genaue religiöse Zusammensetzung der Bevölkerung zeigt folgende Tabelle:
| Jahr                                   | Buddhisten | Buddhisten | Christen | Christen | Hindus | Hindus | Jainas | Jainas | Muslime | Muslime | Sikhs | Sikhs | Andere | Andere | keine Angaben | keine Angaben | Gesamt  | Gesamt   |
| Jahr                                   | Zahl       | %          | Zahl     | %        | Zahl   | %      | Zahl   | %      | Zahl    | %       | Zahl  | %     | Zahl   | %      | Zahl          | %             | Zahl    | %        |
| -------------------------------------- | ---------- | ---------- | -------- | -------- | ------ | ------ | ------ | ------ | ------- | ------- | ----- | ----- | ------ | ------ | ------------- | ------------- | ------- | -------- |
| 2011                                   | 35.053     | 23,87      | 21.462   | 14,61    | 84.583 | 57,60  | 45     | 0,03   | 1.889   | 1,29    | 151   | 0,10  | 3.176  | 2,16   | 491           | 0,33          | 146.850 | 100,00 % |
| Quelle: Ergebnis der Volkszählung 2011 |            |            |          |          |        |        |        |        |         |         |       |       |        |        |               |               |         |          |

## Bildung
Dank bedeutender Anstrengungen ist die Alphabetisierung in den letzten Jahrzehnten stark gestiegen. Im städtischen Bereich können fast 90 Prozent der Einwohnerschaft lesen und schreiben. Auf dem Land können immerhin vier von fünf Personen lesen und schreiben. Typisch für indische Verhältnisse sind die starken Unterschiede zwischen den Geschlechtern und der Stadt-/Landbevölkerung.
| Alphabetisierung im Distrikt Namchi    |                   |                   |
| Einheit                                | Volkszählung 2011 | Volkszählung 2011 |
| Einheit                                | Anzahl            | Anteil            |
| GESAMT                                 | 103.741           | 81,42 %           |
| Männer                                 | 59.357            | 86,52 %           |
| Frauen                                 | 47.384            | 75,82 %           |
| STADT GESAMT                           | 16.975            | 88,45 %           |
| Stadt-Männer                           | 9.018             | 92,18 %           |
| Stadt-Frauen                           | 7.957             | 84,58 %           |
| LAND GESAMT                            | 89.766            | 80,21 %           |
| Land-Männer                            | 50.339            | 85,58 %           |
| Land-Frauen                            | 39.427            | 74,26 %           |
| Quelle: Ergebnis der Volkszählung 2011 |                   |                   |

## Verwaltungsgliederung
Der Distrikt war bei der letzten Volkszählung 2011 in die zwei Sub-Divisions Namchi und Ravong aufgeteilt.
| Bevölkerung in den Sub-Divisions |        |         |        |         |
|                                  | Namchi | Namchi  | Ravong | Ravong  |
| Anzahl                           | Anteil | Anzahl  | Anteil |         |
| GESAMT                           | 98.895 | 100 %   | 47.955 | 100 %   |
| Männer                           | 51.339 | 51,91 % | 25.331 | 52,82 % |
| Frauen                           | 47.556 | 48,09 % | 22.624 | 47,18 % |
| Stadt                            | 21.199 | 21,44 % | 0      | 0 %     |
| Land                             | 77.696 | 88,56 % | 47.955 | 100 %   |